# Săcălășeni
Săcălășeni (Szakállasfalva en hongrois) est une commune roumaine du județ de Maramureș, dans la région historique de Transylvanie et dans la région de développement du Nord-Ouest.

## Géographie
La commune de Săcălășeni est située dans le centre du județ, à 12 km au sud de Baia Mare, la préfecture du județ, dans la vallée de la Lăpuș.
Jusqu'en 2004, la commune était composée de sept villages. À cette date, les villages de Coaș et Intrerâuri se détachèrent de la commune pour former la commune de Coaș et ceux de Coltău et Cătălina la commune de Coltău.
La commune de Săcălășeni n'est plus formée aujourd'hui que des villages de Săcălășeni (782 habitants en 2002), de Coruia (828 habitants en 2002) et de Culcea (618 habitants en 2002).

## Histoire
La première mention écrite du village date de 1405 sous le nom hongrois de Zakalosfalva.
La commune a fait partie du Comitat de Szatmár dans le Royaume de Hongrie jusqu'en 1920, au Traité de Trianon où elle est attribuée à la Roumanie avec toute la Transylvanie.

## Religions
En 2002, avant la restructuration de la commune, 57,6 % de la population était orthodoxe et 29,3 % réformée.

## Démographie
En 1910, la commune comptait 3 447 Roumains (75 % de la population), 1 040 Hongrois (22,6 %).
En 1930, les autorités recensaient 3 619 Roumains (75,8 %), 980 Hongrois (20,5 %), 42 Tsiganes (0,9 %) ainsi qu'une communauté juive de 133 personnes (2,8 %) qui fut exterminée par les Nazis durant la Seconde Guerre mondiale.
En 2002, la commune comptait 3 688 Roumains (63,4 %), 1 443 Hongrois (24,8 %) et une communauté tsigane de 687 personnes (11,8 %).
Si on prend en considération les trois villages faisant actuellement partie de la commune, les proportions sont de 98 % de Roumains et 1,8 % de Tsiganes.
| 1880  | 1900  | 1910  | 1930  | 1956  | 1977  | 1992  | 2002  | 2007  |
| ----- | ----- | ----- | ----- | ----- | ----- | ----- | ----- | ----- |
| 3 661 | 4 194 | 4 598 | 4 775 | 5 482 | 6 055 | 5 525 | 5 819 | 2 448 |

## Économie
La commune possède 2 200 ha de terres agricoles.

## Lieux et monuments
- Église en bois de l'Assomption de Marie (Adomirea Maicii Domnului) construite au XVIIIe siècle (la tradition orale fait remonter la construction à l'année 1442), avec des fresques de 1865, classée Monument national en 2000.